# Fink (Software)
Fink ist eine freie Software zur Verwendung von Unix-Programmen unter Apples Betriebssystem „Darwin“, auf dem macOS aufbaut.
Zwar ist Darwin ein Unix, ein großer Anteil von macOS besteht allerdings aus Apples Eigenentwicklungen (Quartz, Aqua), sodass es nicht auf übliche Code-Quellen zurückgreift. Daher stellt das Fink-Projekt eine zu anderen Unix-Varianten kompatible Umgebung wie Bibliotheken, GNU-Dienstprogramme und ein X Window System zur Verfügung. Wenn der Quellcode eines Programms für die Apple-Plattform speziell angepasst werden muss, wird von Fink ebenfalls die nötige Infrastruktur zur Verfügung gestellt. Es baut auf der Debian-Paketverwaltung und dem Advanced Packaging Tool auf.
Der Name Fink steht gleichermaßen für das Projekt, die Paketverwaltung und die Software-Distribution, was für Einsteiger verwirrend sein kann.

## Verwendung von Fink
Die jeweils aktuelle Version der Paketverwaltung mit den Basispaketen steht zum freien Herunterladen zur Verfügung. Man hat die Wahl zwischen der binären Distribution als Disk-Image mit einem Installationspaket und der Quellcode-Distribution als Unix-tarball zum Selbstkompilieren. Die Disk-Image-Variante ist allerdings (noch) nicht für OS X 10.6 (Snow Leopard) verfügbar.
Fink und alle Pakete werden innerhalb des Verzeichnisses "/sw" im Root-Verzeichnis installiert, das heißt, Fink hält sich nicht an den Filesystem Hierarchie Standard.

### Paketverwaltung
Nach der Installation steht die Paketverwaltung von Fink zur Verfügung. Die eigentlichen Programme (Anwendungen, Spiele etc.) werden in Form von Software-Paketen erst jetzt installiert. Auch hier hat man die Wahl zwischen Quellcode- und binären Paketen.
Die gesamte Fink-Paketverwaltung lässt sich über die Kommandozeile im Terminal-Programm steuern.

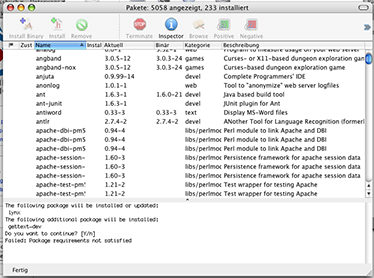
Das Programmfenster von FinkCommander

Der FinkCommander ist eine grafische Oberfläche für Fink, mit der man alle Funktionen der Paketverwaltung nutzen kann.
Fast alle Befehle, die man auf der Kommandozeile im Terminal eingeben kann, sind so in der grafischen Umgebung des OS X zugänglich. Wird der FinkCommander bei bestehender Verbindung zum Internet gestartet, lädt er selbständig die Paketinformationen herunter und stellt im Programmfenster eine Liste sämtlicher verfügbaren Pakete dar.
Der FinkCommander ist nicht Teil der Fink-Distribution, sondern eine separate Entwicklung. Weil das Programm aber seit längerer Zeit nicht weiterentwickelt wurde (Stand Juni 2006, Version 0.5.4), kann es kleinere Probleme (Abstürze etc.) bei der Verwendung geben. Seit November 2009 liegt Version 0.5.5 als Universal Application vor, die auf Tiger, Leopard und Snow Leopard laufen soll.

## Der NameFink
Der Name Fink steht für die Vogelgattung der Finken und bezieht sich aufs Betriebssystem Darwin, auf dem OS X aufbaut, da Charles Darwin für seine Untersuchungen zur Evolutionstheorie die sog. Darwinfinken auf Galapagos heranzog.